# Adolf von Platen-Hallermund
Adolf Ludwig Karl Graf von Platen-Hallermund (* 10. Dezember 1814 in Hannover; † 27. Dezember 1889 in Dresden) war ein deutscher Staatsminister.

## Herkunft
Seine Eltern waren der Graf Georg Wilhelm Friedrich Platen-Hallermund (* 7. November 1795; † 13. Januar 1873) und dessen Ehefrau Gräfin Julie Marianna Charlotte von Hardenberg (* 22. Oktober 1788; † 18. August 1833). Er war ein Bruder des hannoverschen Generalpostmeisters Karl von Platen Hallermund (1810–1887), des Theaterintendanten Julius von Platen und des Georg von Platen-Hallermund (1827–1881) sowie Onkel des Dichters und Offiziers August von Platen (1796–1835).

## Werdegang
Adolf studierte Jura an der Universität Göttingen und der Universität Genf. Nachdem er im Amt Celle und bei der Landdrostei Hannover tätig gewesen war, wechselte er in den diplomatischen Dienst des Königreichs Hannover. In hannoveranischen Diensten war er ab 1845 Legationsrat in Brüssel, von 1848 bis 1852 hannoverscher Gesandter in Wien, dann von 1852 bis 1855 Geschäftsträger in Paris und schließlich von 1855 bis 1866 Minister des Auswärtigen und als solcher Mitglied des Staatsrates.
Im Deutschen Krieg 1866 war von Platen-Hallermund in der militärischen Auseinandersetzung zwischen Österreich und Preußen erst für, dann gegen die Teilnahme des Königreichs Hannover an der Seite Preußens. Nach der Schlacht bei Langensalza ging der Graf mit dem – nun ehemaligen – König Georg V. von Hannover in das österreichische Exil, um dann aber 1872 nach Dresden zu gehen. In Preußen wurde er dann wegen seiner Mitwirkung beim Aufbau einer Welfenlegion wegen Hochverrats zu einer Zuchthausstrafe von 15 Jahren verurteilt.